# 月部
月部（げつぶ）は、漢字を部首により分類したグループの一つ。
康熙字典214部首では74番目に置かれる（4画の14番目）。

## 概要
「月」の字は月の形に象る。偏旁の意符としては月や時間に関することを示す。
また月部は以上の偏旁を構成要素とする漢字だけでなく、「舟」の変形である「月」、いわゆる「ふなづき」を構成要素とする漢字も収めている。
なお「肉」に由来する「月」（にくづき）は肉部に収録されているが、「有」の「月」は「肉」に由来するが肉部ではなく月部に収録されている。
康熙字典体では「つき」の内部の2つの横棒は右の縦棒に付かず少し離れた字形であり、「ふなづき」は「舟」同様、内部の2つの筆画を横ではなく点で表している。
日本の新字体、中国の新字形、台湾の国字標準字体ではこれらを右の縦棒と付いた「月」の形に統一している。

## 部首の通称
- 日本：つき・つきへん
- 中国：月字旁・月字底
- 韓国：달월부（dal wol bu、つきの月部）
- 英米：Radical moon

## 部首字
月
- 広韻 - 魚厥切、月韻
- 詩韻 - 月韻、入声
- 三十六字母 - 疑母
- 日本語 - 音：ゲツ（グヱツ）（漢音）・ガツ（グヮツ）（呉音） 訓：つき
- 中国語 - ピンイン：yuè 注音：ㄩㄝˋ ウェード式：yüeh 4
- 朝鮮語 - 訓音：달（dal、つき） 월(wol)

甲骨文
金文
大篆
小篆

## 例字
- 月 - 有・朔・朗・望・期・朞
- 舟 - 服・朋・朕・朝